# Queris
Queris, en llatí Chaeris, en grec antic Χαίρις, fou un escriptor grecoromà, pare d'Apol·loni, també escriptor. Se'l cita en diverses ocasions en escolis sobre Homer, Píndar i Aristòfanes. Probablement era contemporani de Diodor de Tars.